# Denise Meunier
Pour les articles homonymes, voir Meunier.
Denise Meunier, née le 6 janvier 1918 à Paris et morte le 16 décembre 2022 à Moirans, est une résistante dieppoise et institutrice française.

## Biographie

### Avant la guerre 39-45
Denise Meunier naît le 6 janvier 1918 dans le 1er arrondissement de Paris, dans une famille dite de la petite bourgeoisie. Son père est sommelier dans des cafés parisiens et sa mère caissière dans ces mêmes cafés. À sa naissance, elle est placée en nourrice jusqu’à la signature de l’armistice, sa mère ayant peur des bombardements. Ainsi, dès sa plus jeune enfance, elle est marquée par la guerre et ses conséquences dramatiques pour les populations. En 1926, la famille s’installe à Rouen. En 1935 après avoir fait l’école primaire supérieure, elle entre à l’école normale d’institutrices. Elle en sort diplômée en 1938. Au cours de sa formation scolaire, après avoir lu Mein Kampf, elle adhère à un Groupe de normaliennes porté par l’antifascisme, la justice sociale et les idéaux républicains. Elle s’engage dans la lutte contre la montée du nationalisme en participant par exemple, à sa première manifestation le 14 juillet 1937, une manifestation organisée par le Front populaire. Son engagement antifasciste prend une nouvelle dimension plus convaincue face à l’horreur des crimes fascistes en Espagne ce qui l’amène à adhérer à l’idéologie communiste. En 1938, diplômée de l’école normale, elle y reste pour accueillir les nouvelles promotions. Elle obtient son premier poste dans un petit village à Saint-Saëns. Puis, elle travaille à Dieppe et à Rouen en 1940.

### Débuts de la guerre et entrée en résistance
En juin 1940, pendant l’exode, elle fuit avec sa famille chez le maire du Val de la Haye, un ami de son père. Mais, le chemin est difficile scandé de bombardements allemands. À la rentrée 1940, elle est nommée à Dieppe, en pleine occupation allemande. Un sentiment de dégoût envers l’occupant nait en elle.
« On avait le sentiment de ne plus être chez soi, tu ne peux pas imaginer combien c’est insupportable. Être occupé par une puissance étrangère est affreux, mais l’être par les Nazis était bien pire encore.»
 À Dieppe, elle rencontre Valentin Feldman, professeur de philosophie, communiste et résistant, en octobre 1940. Denise Meunier prend le train avec lui chaque fin de semaine pendant quasiment un an. Ils sympathisent jusqu’à ce que Valentin Feldman la fasse entrer dans la résistance organisée et active et recueille son adhésion au Parti communiste. Denise intègre alors le Front National de Lutte pour l’Indépendance et la Liberté de la France créé le 15 mai 1941. En septembre 1941, elle héberge Marie-Thérèse Fainstein et son imprimerie clandestine qui distribue, sous le manteau, L'Avenir normand, périodique communiste. Mi-décembre 1941, Marie-Thérèse Fainstein doit fuir. Elle laisse à Denise Meunier sa ronéo, cachée chez un collègue malade. Mais, Marie-Thérèse étant repérée par la police chez Denise, celle-ci subit plusieurs perquisitions et interrogatoires en 1942 lorsqu’elle revient dans sa famille pour le Nouvel An. À la suite de cela, Denise tombe dans une souricière et est jugée. Elle est relâchée mais sent la tension sur elle monter. À cause des bombardements, sa classe est transférée à Neuville-Ferrières où elle loge chez un fermier. Par la suite, après la mort de Valentin Feldman, elle rejoint les Francs-Tireurs et partisans français à leur demande comme agent de liaison. Son activité dans la résistance s’intensifie. Par exemple, elle dépose une gerbe de fleurs pour la manifestation illégale du 14 juillet 1943
« Avec mon vélo, qui était l’arme des femmes à ce moment-là, j’ai parcouru la région, j’ai transporté des messages, j’ai transporté des tracts, j’ai transporté des journaux… ».

### Arrestation
Elle est aussi chargée d’accompagner un groupe de huit résistants en décembre 1943 de la gare de Neufchâtel-en-Bray à Rouen. Mais alors même qu’elle est chargée d’une valise pleine d’armes, elle ne peut échapper à un contrôle à la gare. Elle fait diversion pour sauver les résistants. Elle est arrêtée et emmenée le soir au Commissariat central de Rouen. Elle est alors interrogée par le chef de brigade spéciale anti-terroriste, Alie connu pour sa brutalité. Elle est internée à la prison « Bonne Nouvelle » de Rouen contrôlée par le régime de Vichy, pendant quatre mois avec Paulette Michaud et Berthe Ravaud. Denise est de nouveau interrogée par Alie. Puis, elle est livrée par la police de Vichy à la Gestapo pour un nouvel interrogatoire.

### Reprise des activités clandestines
Elle est libérée en mars 1944 avec Paulette Michaud. Berthe Ravaud est déportée. Après le débarquement en Normandie, Denise Meunier reprend du service dans la résistance. Elle édite à l’imprimerie du Père Beck situé à Duclair, les tracts et journaux clandestins des FUJP (Forces Unies de la Jeunesse Patriotique), des Jeunesses Communistes et l’Avenir Normand, jusqu’à la Libération de Rouen en août. Son groupe de publication clandestine comprend Roland Leroy, futur directeur de l’Humanité et Fernand Morel, son futur mari.

### Après la Libération: engagements pour la mémoire et reconnaissance
Après la guerre, elle devient simultanément responsable départementale de l’Union des Jeunes Filles Patriotes et membre de la direction départementale des Forces Unies de la Jeunesse Patriotique, En même temps, elle devient journaliste du journal régional du PCF, l’Avenir Normand. Elle reprend en 1948 sa carrière d’institutrice et son engagement communiste en acceptant d’être sur la liste communiste pour les élections municipales à Canteleu en 1956. Elle est ensuite nommée à Grenoble.
En Isère, elle se met au service de l'Association nationale des anciens combattants de la Résistance (ANACR) dès sa retraite en 1974, aux côtés de Pierre Fugain, association dont elle devient présidente départementale en 2010. Son engagement pour conserver la mémoire de la résistance ne cesse de s’intensifier entre conférences et participations à des cérémonies. Le 27 mai 2019, à la cérémonie commémorative, Place du Conseil National de la Résistance à St Martin d’Hères, Denise, à 101 ans, intervient encore au micro pour la mémoire et les combats d’aujourd’hui.
Elle reçoit en 2013, la médaille de la ville de Dieppe et en 2021 celle de la ville de Moirans où elle réside. Le 24 mai 2014, elle reçoit au Musée de la résistance et de la déportation de l’Isère, la légion d’honneur qu’elle dédie aux femmes résistantes, une reconnaissance tardive mais amplement méritée pour cette femme qui sut engager toute sa personne au service des valeurs de liberté et de la démocratie contre l’occupant nazi. Elle est aussi titulaire de la médaille de la résistance.
Denise Meunier s’est éteinte le vendredi 16 décembre 2022. Elle fut une grande dame dont l’engagement sans faille a contribué à la Libération de la France de l’occupation nazie : un exemple.

## Distinctions
- Chevalier de la Légion d'honneur en 2014[4],[5].
- Elle reçoit en 2013 la médaille de la ville de Dieppe[6] et, en 2021, celle de la ville de Moirans où elle réside[7].